# Mongools paard

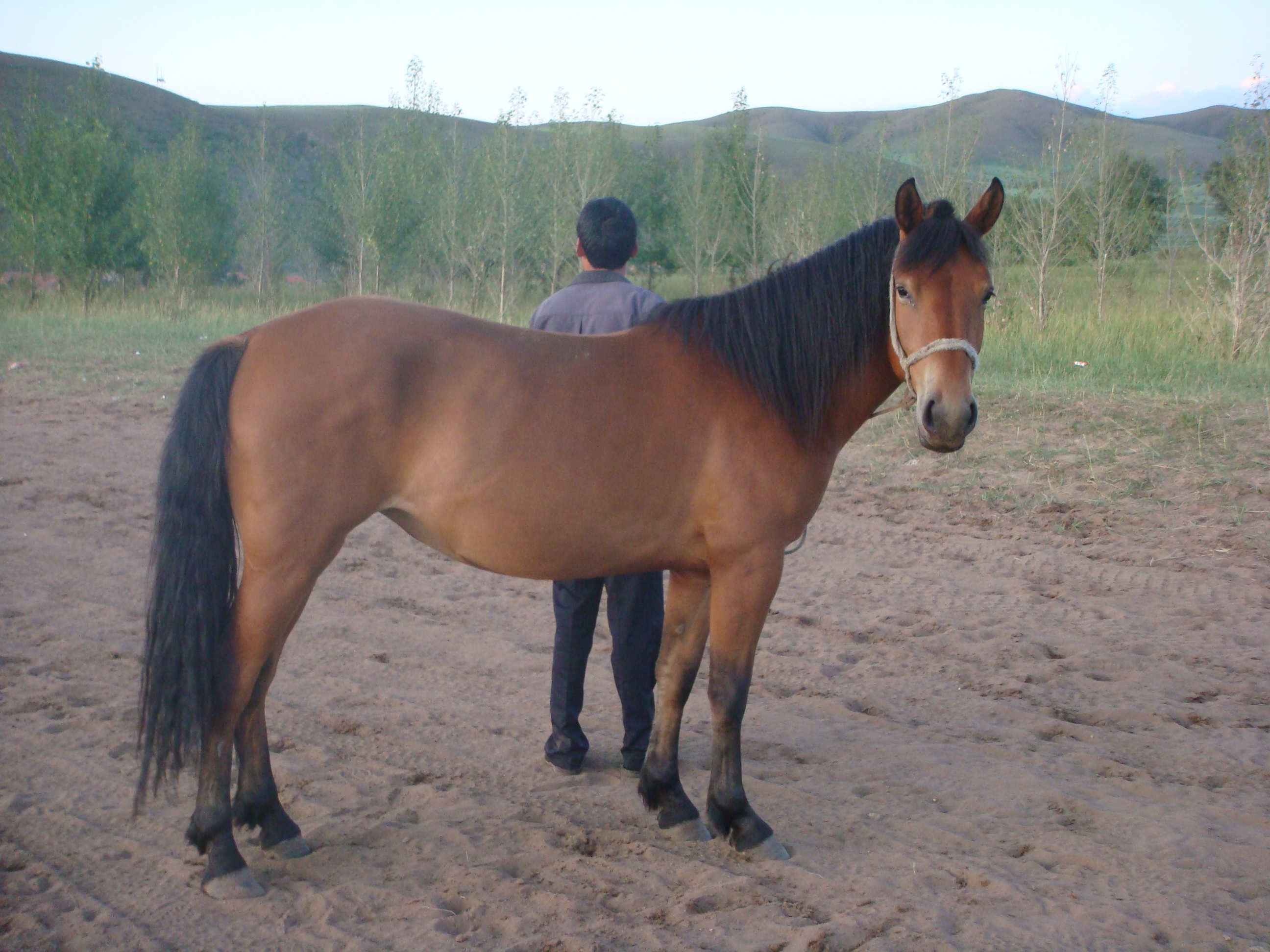
Mongools paard, bruin

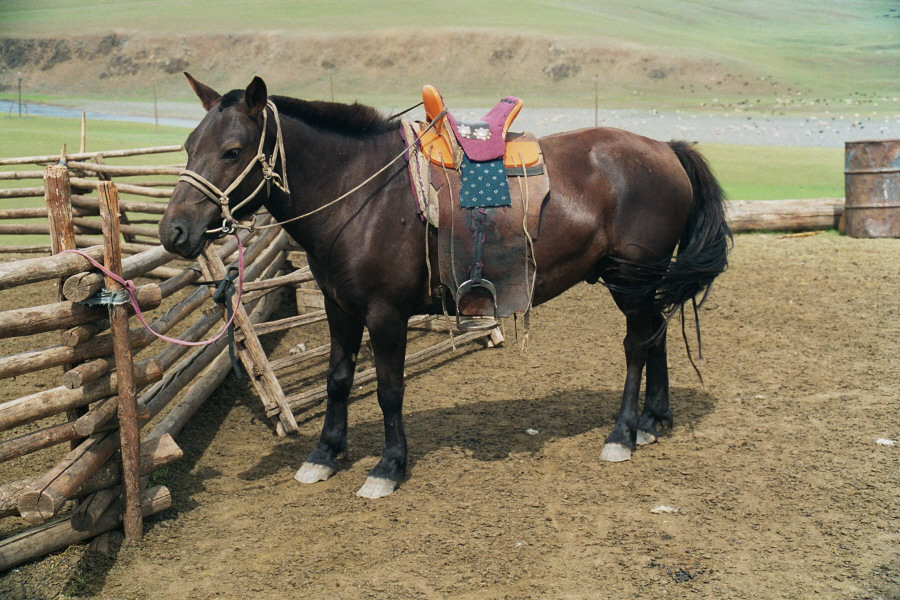
Mongools paard onder het zadel

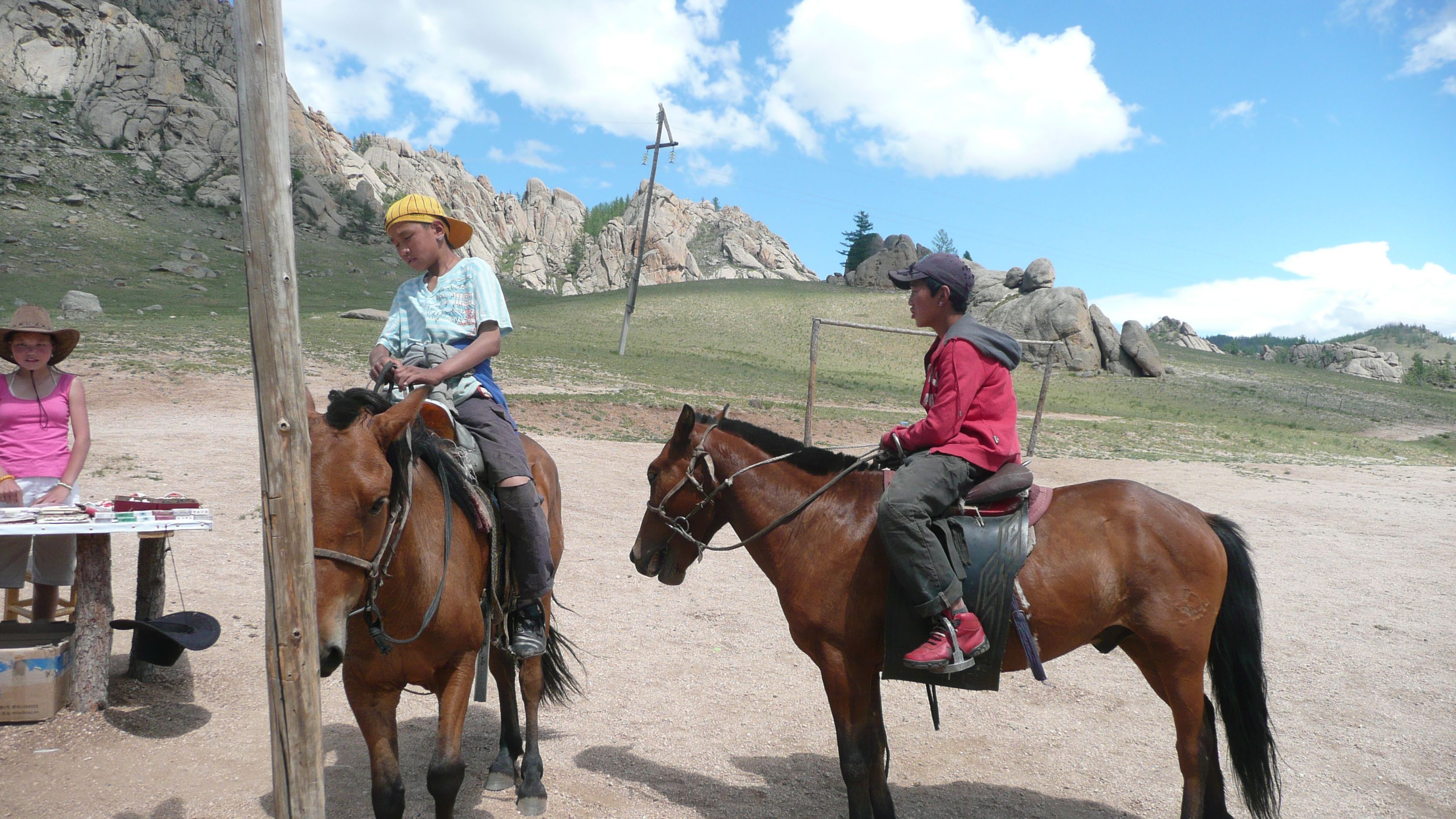
Mongoolse ruiters in Terelji

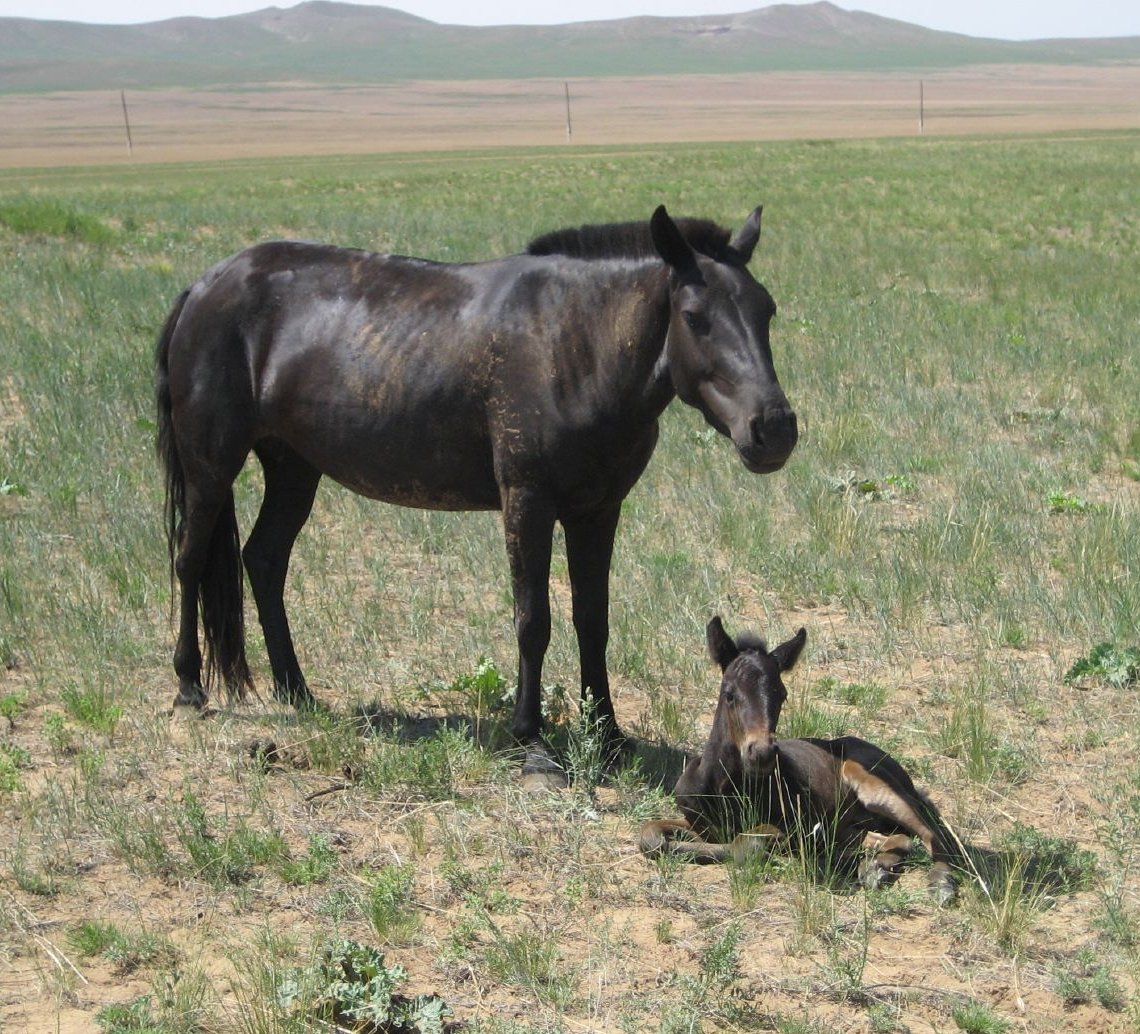
Merrie met veulen

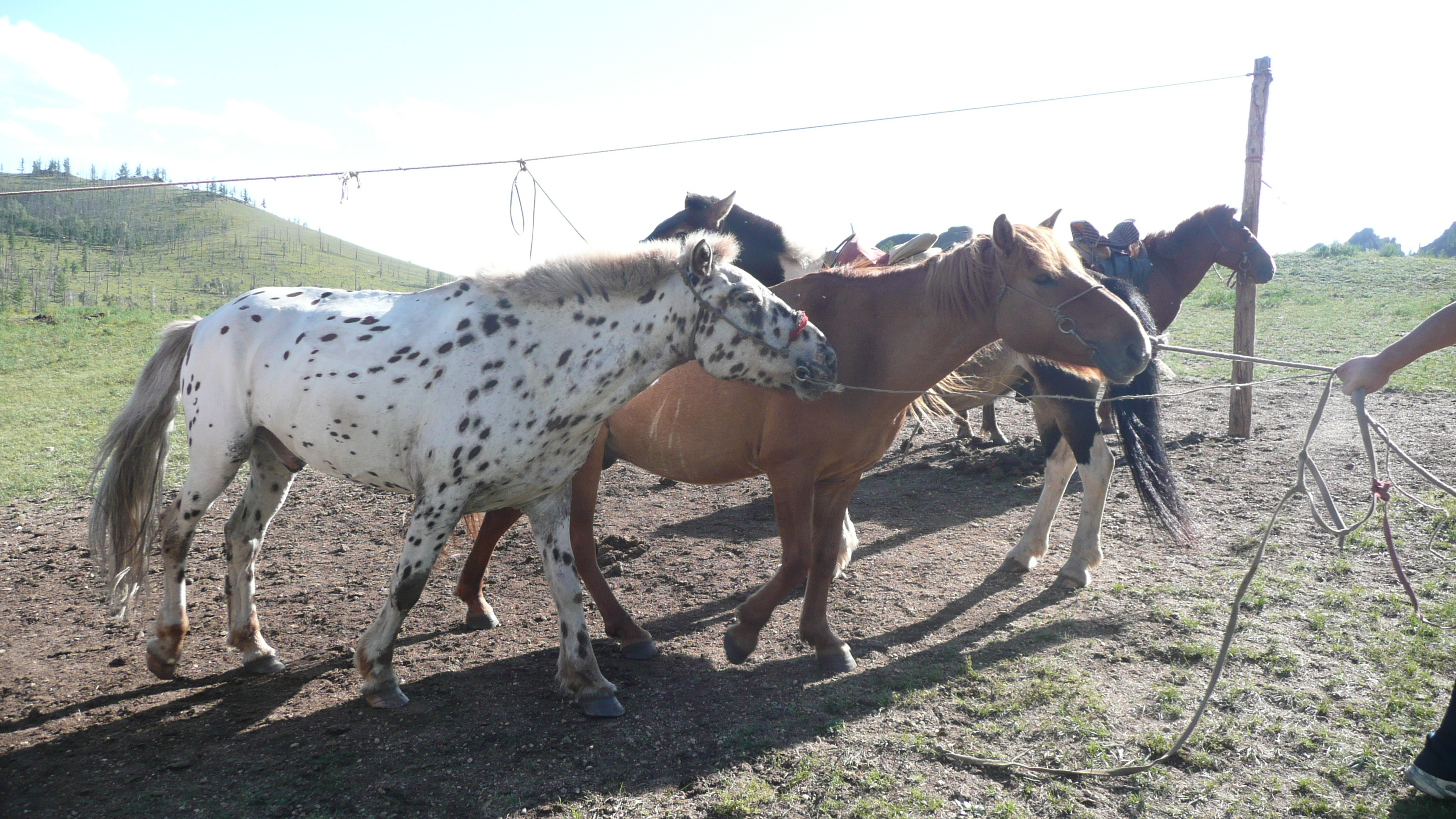
Een bonte mengelmoes van kleuren

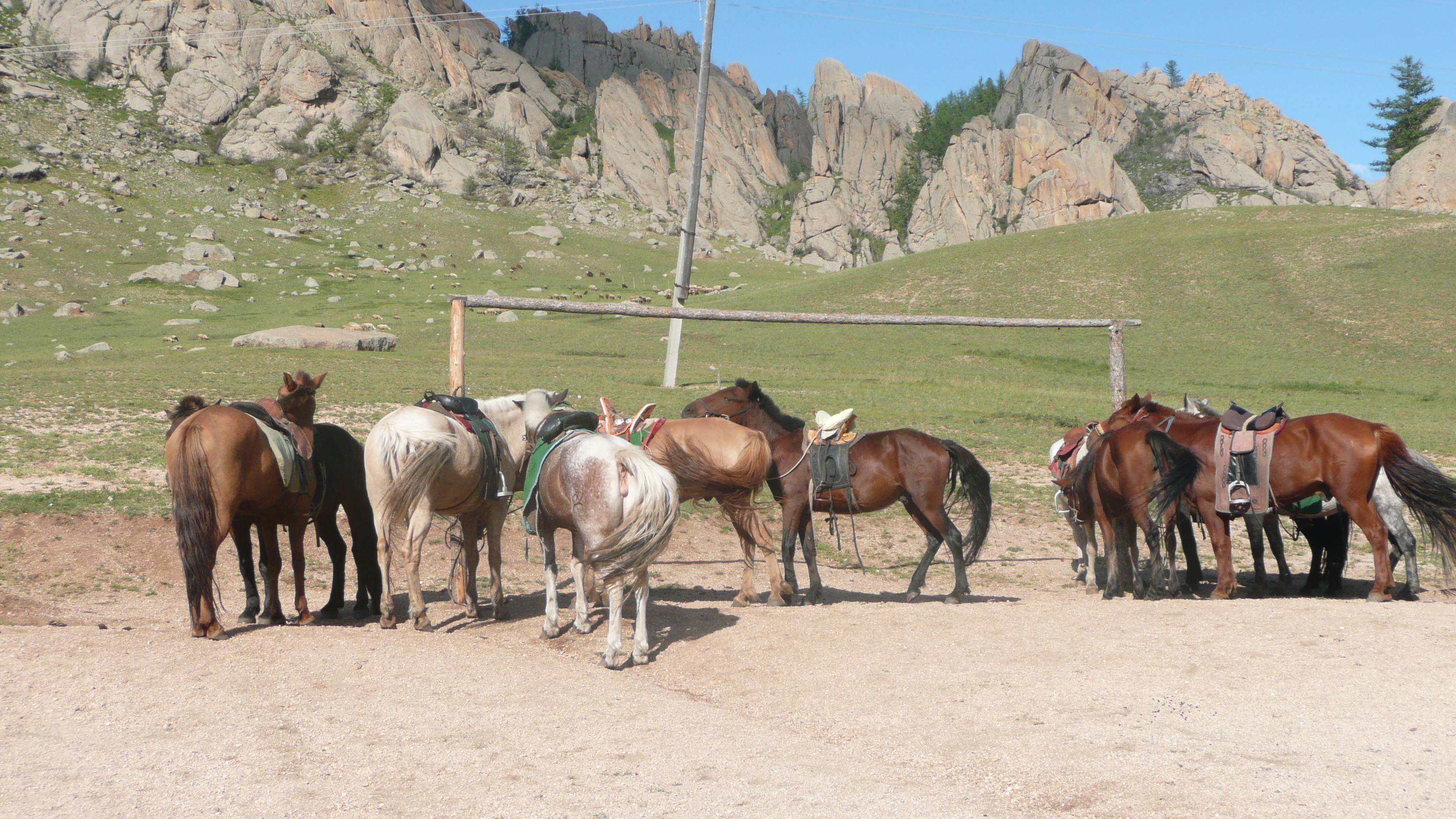
Gebruikspaarden tijdens een pauze

Het Mongoolse paard is onder de paarden een van de oudste en invloedrijkste rassen die bekend zijn.

## Geschiedenis
Het Mongoolse paard komt, zoals de naam al zegt, uit Mongolië, net als het Przewalskipaard dat soms ook het Aziatische wilde paard wordt genoemd. De stelling dat beide rassen sterk verwant zouden zijn, lijkt op basis van genetisch onderzoek te zijn weerlegd. Toen de Mongolen hun buurlanden binnenvielen, breidde de invloed van het Mongoolse paard zich uit over Azië en Europa. Hoewel het Mongoolse paard qua schofthoogte (1.32m - 1.40m) naar westerse maatstaven een pony is, noemen de Mongolen het dier een paard.

## Uiterlijk
Het uiterlijk van het Mongoolse paard is in de loop der tijd onveranderd gebleven en veel primitieve kenmerken zijn nog zichtbaar. Door verschillende omgevingsfactoren zijn er verschillende types van het Mongoolse paard ontstaan. Het Mongoolse paard is onderverdeeld in vier hoofdgroepen:
Het bergtype
Het bergtype is iets kleiner dan het bostype, gemiddeld 1.32 meter en is bont.
Het bostype
Het bostype is het grootste en heeft een schofthoogte van gemiddeld 1.37 meter. Dit type is het zwaarst gebouwd van allemaal en is daarom ook heel geschikt als tuigpony en als lastdier.
Het Gobitype
Dit type is het kleinste en heeft een lichte kleur. Dit type wordt veel gebruikt voor de productie van paardenmelk. Het Gobi-type wordt ook wel het woestijntype genoemd (naar Gobi).
Het steppetype
Dit type heeft dezelfde stokmaat als het bostype. Het steppe-type heeft meer het exterieur van een rijpony en is het meest geschikt voor races.

### Vachtkleuren
Het Mongoolse paard komt voor in alle vachtkleuren, maar het meest: bruin, donkerbruin, palomino, valk, vos, zwart.

## Eigenschappen
Alle types hebben een grof uiterlijk en een zeer goed uithoudingsvermogen. Het Mongoolse paard kan hard en lang werken zonder veel zorg nodig te hebben. De paarden zijn erg gehard en leven het hele jaar door buiten, zonder extra voer en met weinig beschutting. Het Mongoolse paard kan in één dag een afstand van meer dan honderd kilometer afleggen. Deze prestatie wordt door weinig andere paardenrassen geëvenaard.
Sommige van deze paarden hebben de tölt als extra gang. Tölt is een heel soepele gang, die erg comfortabel is voor de ruiter bij het afleggen van lange afstanden. Het Mongoolse paard is qua uiterlijk niet bijzonder aantrekkelijk, het heeft een klein maar grof hoofd, de hals is kort en gedrongen. Het paard is breed en compact gebouwd, en de rug is kort en compact, met een krachtige achterhand. De benen zijn kort en het paard heeft zeer harde hoeven.

## Gebruik
Het Mongoolse paard is een veelzijdig dier. Het kan gebruikt worden als tuig- en lastdier en als rijdier. Het paard is ook heel belangrijk in de Mongoolse cultuur als leverancier van paardenmelk (koemis) en van vlees. Deze paarden worden daar selectief voor gefokt.
Tijdens het jaarlijkse Naadamfestival in Mongolië worden wedstrijden georganiseerd in drie sporten: worstelen, boogschieten en paardenrennen. De paardenraces worden gehouden over afstanden variërend van vijftien tot dertig kilometer. De jongere paarden rennen minder ver dan de oudere. De paarden worden door kinderen bereden en worden getraind om met 'het peloton' mee te rennen, zelfs als ze hun jockey verliezen. Het is in Mongolië namelijk gebruikelijk op de eerste plaats het paard te huldigen na een overwinning en niet de ruiter.

## Trivia
Het Mongoolse paard is ook als voorbeeld gebruikt voor de Temujaipaarden in de 'Grijze Jager' boeken.